# Championnat de France de rugby à XV 1978-1979
Navigation
Édition précédente Édition suivante
Le championnat est disputé par 80 clubs répartis en deux groupes (A et B) de quarante.
L'élite (groupe A) est constituée de quatre groupes de dix clubs. À l'issue de la phase qualificative, les sept premiers de chaque poule du groupe A (soit 28 équipes) sont qualifiés pour les 1/16e de finale ainsi que quatre équipes du groupe B. L'épreuve se poursuit par élimination sur un match à chaque tour.
Le RC Narbonne remporte le Championnat de France de rugby à XV de première division 1979 après avoir battu le Stade bagnérais.
Les Audois remporte aussi le Challenge Yves du Manoir contre Montferrand.
Premier titre après 1945 pour le RC Narbonne, il vient après celui de 1936. Le titre échappe une première fois au Stade bagnérais.

## Phase de qualification
Les équipes sont listées dans leur ordre de classement à l'issue de la phase qualificative. Les sept premières équipes de chaque poule sont qualifiées pour les 1/16e de finale du championnat de France.
| 1. AS Béziers 2. RC Toulon 3. SC Graulhet 4. FC Oloron 5. Stade bagnérais 6. Stade rochelais 7. Stade aurillacois 8. FC Auch 9. US Thuir 10. UA Gaillac            | 1. USA Perpignan 2. CA Brive 3. ASM Clermont 4. US Romans 5. US Carcassonne 6. ES Avignon Saint-Saturnin 7. US bressane 8. Racing club de France 9. US Montauban 10. SA Mauléon   |
| 1. Stade toulousain 2. RRC Nice 3. SC Mazamet 4. FC Lourdes 5. Section paloise 6. SU Agen 7. Stadoceste tarbais 8. SC Tulle 9. Castres olympique 10. Stade montois | 1. RC Narbonne 2. Biarritz olympique 3. Aviron bayonnais 4. US Dax 5. Valence sportif 6. CS Bourgoin-Jallieu 7. Saint-Jean-de-Luz OR 8. Boucau stade 9. CA Bègles 10. Tyrosse RCS |

## Phase de qualification du groupe B
Quatre clubs du groupe B classés premier de leur poule se qualifient pour les 1/16e de finale :
| 1. FC Grenoble 2. Stade beaumontois 3. AS Bédarrides 4. Stade Cadurcien 5. SA Condom 6. CO Le Creusot 7. US Marmande 8. SO Millau 9. Union sportive de Salles 10. US Vic-Bigorre | 1. CA Périgueux 2. CA Castelsarrasin 3. SO Chambéry 4. US La Seyne 5. La Voulte sportif 6. CA Lannemezan 7. UA Mimizan 8. US Orthez 9. PUC 10. Stade ruthénois                                    |
| 1. USA Limoges 2. SC Albi 3. ASPTT Arras 4. US Bergerac 5. US Carmaux 6. RO Castelnaudary 7. SA Mérignac 8. RC Nîmes 9. FC Saint-Claude 10. AS Saint-Médard                      | 1. Stade montchaninois 2. Stade dijonnais 3. US Fumel 4. US La Teste 5. Lombez Samatan club 6. Peyrehorade sports 7. US Quillan Espéraza 8. Saint-Girons SC 9. SA Voiron 10. Racing club de Vichy |

## Seizièmes de finale
Les équipes dont le nom est en caractères gras sont qualifiées pour les huitièmes de finale.
| Équipe 1           | Équipe 2                  | Résultat |
| ------------------ | ------------------------- | -------- |
| Stade toulousain   | CA Périgueux              | 18-10    |
| Valence sportif    | Section paloise           | 28-4     |
| ASM Clermont       | US bressane               | 15-12    |
| RC Toulon          | CS Bourgoin-Jallieu       | 45-21    |
| CA Brive           | Stadoceste tarbais        | 18-25    |
| Aviron bayonnais   | Saint-Jean-de-Luz OR      | 13-6     |
| US Carcassonne     | US Romans                 | 18-6     |
| RC Narbonne        | USA Limoges               | 61-14    |
| Biarritz olympique | Stade aurillacois         | 20-9     |
| SC Mazamet         | SU Agen                   | 3-20     |
| SC Graulhet        | US Dax                    | 19-12    |
| USA Perpignan      | FC Grenoble               | 4-4      |
| AS Béziers         | Stade montchaninois       | 30-3     |
| FC Lourdes         | Stade bagnérais           | 9-18     |
| FC Oloron          | Stade rochelais           | 3-0      |
| RRC Nice           | ES Avignon Saint-Saturnin | 17-13    |

## Huitièmes de finale
Les équipes dont le nom est en caractères gras sont qualifiées pour les quarts de finale.
| Équipe 1           | Équipe 2         | Résultat |
| ------------------ | ---------------- | -------- |
| Stade toulousain   | Valence sportif  | 7-3      |
| ASM Clermont       | RC Toulon        | 21-14    |
| Stadoceste tarbais | Aviron bayonnais | 10-29    |
| US Carcassonne     | RC Narbonne      | 12-21    |
| Biarritz olympique | SU Agen          | 17-21    |
| SC Graulhet        | FC Grenoble      | 16-10    |
| AS Béziers         | Stade bagnérais  | 6-9      |
| FC Oloron          | RRC Nice         | 22-23    |

Béziers, premier club français à l’issue des matchs de poules et champion sortant est éliminé dès les huitièmes de finale après une crise interne.

## Quarts de finale
Les équipes dont le nom est en caractères gras sont qualifiées pour les demi-finales.
| Équipe 1         | Équipe 2     | Résultat |
| ---------------- | ------------ | -------- |
| Stade toulousain | ASM Clermont | 10-12    |
| Aviron bayonnais | RC Narbonne  | 7-18     |
| SU Agen          | SC Graulhet  | 13-9     |
| Stade bagnérais  | RRC Nice     | 14-10    |

## Demi-finales
| Équipe 1     | Équipe 2        | Résultat |
| ------------ | --------------- | -------- |
| ASM Clermont | RC Narbonne     | 9-19     |
| SU Agen      | Stade bagnérais | 9-25     |

## Finale
| Équipes        | RC Narbonne - Stade bagnérais |
| Score          | 10-0 |
| Date           | 27 mai 1979 |
| Stade          | Parc des Princes |
| Arbitre        | Francis Palmade |
| Les équipes    | |
| RC Narbonne    | Titulaires : Guy Colomine, Pierre Salettes, Guy Martinez, Claude Spanghero, Patrick Salas, Michel Ponçot, Alain Montlaur, Yves Malquier, Guy Ramon, Lucien Pariès, Christian Tralléro, Didier Codorniou, François Sangalli, Henri Ferrero, Jean-Michel Benacloï Remplaçants : Daniel Trévisan, Joseph Provenzale, Pierre Bouisset, André Maratuech                           |
| Bagnères       | Titulaires : Michel Laguerre-Basse, Antranik Torossian, Michel Urtizverea, Yves Duhard, Claude Pourtal, Claude Frutos, Serge Landais, André Cazenave, Adrien Mournet, Gérard Ara, Roland Anton, Pierre Rispal, Roland Bertranne, Jean-François Gourdon, Jean-Michel Aguirre Remplaçants : René Vergez, Gérard Chevallier, Michel Aragnouet, Pierre Domec, Francis Meirhaegue |
| Points marqués | |
| RC Narbonne    | 1 essai de Trallero, 2 pénalités de Pariés |
| Bagnères       | |

## Statistiques
Les statistiques incluent la phase finale.

### Meilleurs réalisateurs
Lucien Pariès est le meilleur réalisateur de la saison avec 203 points inscrits.
| Rang | Joueur                        | Club              | Points |
| ---- | ----------------------------- | ----------------- | ------ |
| 1    | Lucien Pariès                 | RC Narbonne       | 203    |
| 2    | Jean-Pierre Romeu             | AS Montferrand    | 194    |
| 3    | Jean-Michel Aguirre           | Stade bagnérais   | 186    |
| 4    | Jacques Servien               | US Romans         | 183    |
| 5    | Guy Laporte                   | SC Graulhet       | 179    |
| 6    | Claude Uthurrisq              | Aviron bayonnais  | 174    |
| 7    | Patrick Bonal                 | Stade aurillacois | 172    |
| 8    | Jean Plantey ou Serge Plantey | US Salles         | 156    |
| 9    | Jean-François Thiot           | CA Brive          | 153    |

### Meilleurs marqueurs
Frédéric Costes est le meilleur marqueur avec 21 essais marqués.
| Rang | Joueur                | Club                | Essais |
| ---- | --------------------- | ------------------- | ------ |
| 1    | Frédéric Costes       | AS Montferrand      | 21     |
| 2    | Denis Peliccia        | RC Toulon           | 17     |
| 3    | Yves Malquier         | RC Narbonne         | 16     |
| 4    | Jean-Luc Averous      | La Voulte sportif   | 14     |
| 5    | Duthil                | RRC Nice            | 13     |
| -    | Alain Ferrou          | Stade montchaninois | 13     |
| -    | Jean-François Gourdon | Stade bagnérais     | 13     |